# Mariensäule (Kirchdorf an der Amper)

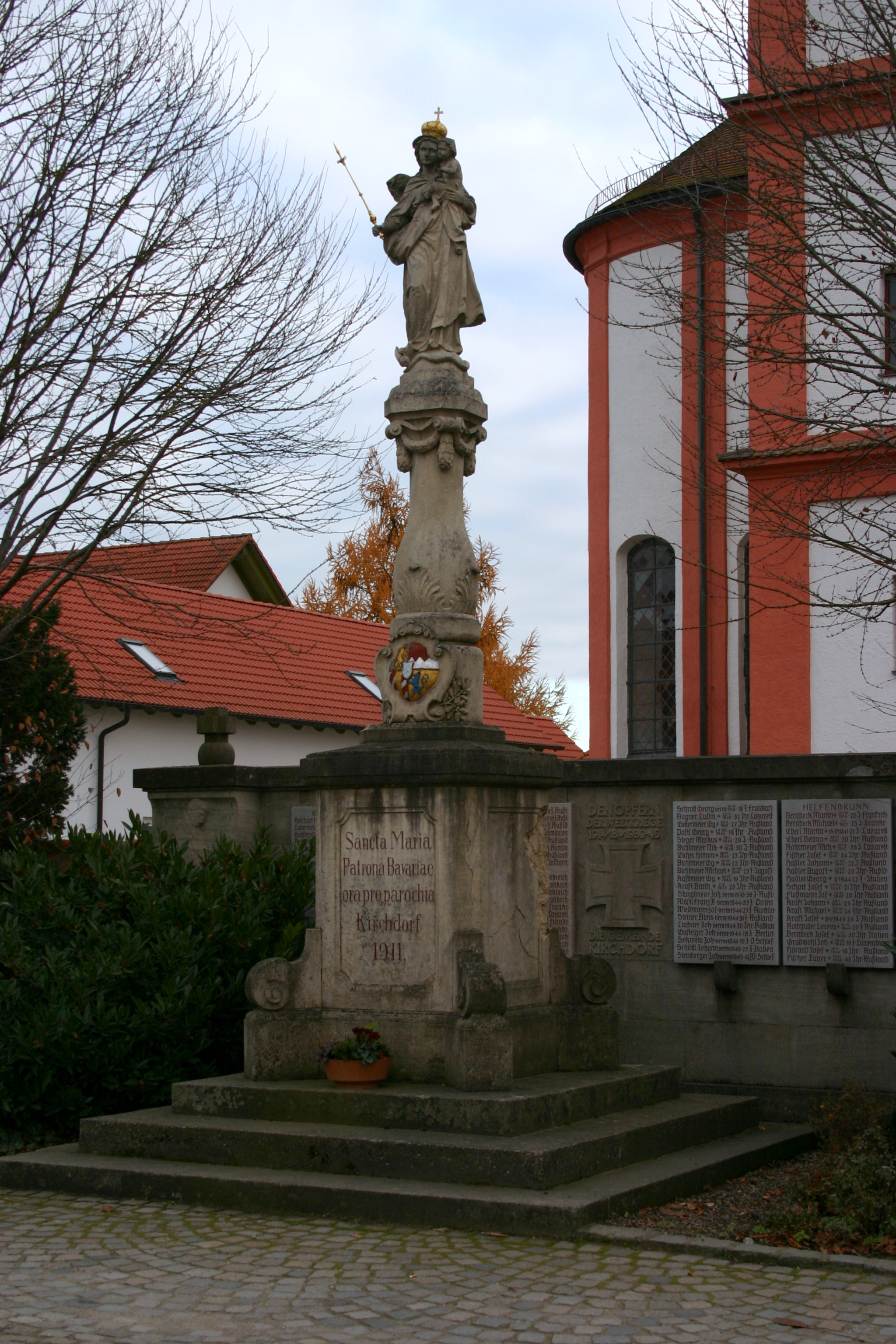
Die Mariensäule, ein Kriegerdenkmal

Die Mariensäule in Kirchdorf an der Amper (Oberbayern) ist das Kriegerdenkmal des Dorfes. Sie wurde 1911 vor der Pfarrkirche St. Martin errichtet. Die Säule erinnert an jene sechs Männer aus der Pfarrei Kirchdorf, die im Deutsch-Französischen Krieg von 1870/71 fielen.
Auf einer etwa zwei Meter hohen bauchigen Steinsäule steht eine steinerne goldbekrönte Patrona Bavariae. Auf dem linken Arm hält sie das Jesuskind, in der rechten ein goldenes Zepter. Am Fuß der Säule ist das Bayerische Staatswappen in der Fassung von 1835 eingelassen.
Die Säule ruht auf einem hohen Steinsockel. An dessen Stirnseite ist eine an die heilige Maria gerichtete Fürbitte eingemeißelt:
Sancta Maria Bavariae
ora pro parochia
Kirchdorf
1911
Auf der linken Seite sind die Namen der sechs gefallenen Soldaten aufgeführt.
Koordinaten: 48° 27′ 28,4″ N, 11° 39′ 4″ O